# Centerfold
Centerfold è un singolo della J. Geils Band pubblicato dalla EMI statunitense (catalogo A-8102) nel 1981, che anticipa l'album Freeze Frame dello stesso anno.
| Recensione | Giudizio |
| ---------- | -------- |
| AllMusic   | [ 4 ]    |

## Storia
È il primo singolo estratto dall'album ed è stato scritto, prodotto e arrangiato da Seth Justman.
La canzone racconta lo sconcerto di un uomo nello scoprire che la fotografia di una sua ex-ragazza dei tempi del liceo, campeggia ora nella pagina centrale/poster staccabile (in lingua inglese: centerfold) di una rivista per soli uomini. L'uomo, dibattuto tra collera e disappunto da una parte, stizza e libidine dall'altra, NON riuscirà a scegliere tra i due stati d'animo neppure alla fine del brano.

## Successo e classifiche
Il brano figura al 61º posto nella classifica Billboard delle migliori 100 canzoni di tutti i tempi (The Hot 100 all-time top songs).
| Classifica (1982)                       |                          | Posizione massima | Settimane in classifica |
| --------------------------------------- | ------------------------ | ----------------- | ----------------------- |
| Canada                                  | Canada (bandiera)        | 1                 | 14 (4 al 1°)            |
| Billboard Hot 100 Mainstream Rock Songs | Stati Uniti (bandiera)   | 1                 | 6                       |
| Belgio (Vallonia)                       | Belgio (bandiera)        | 2                 | 12                      |
| Regno Unito                             | Regno Unito (bandiera)   | 3                 | 9                       |
| Paesi Bassi                             | Paesi Bassi (bandiera)   | 4                 | 10                      |
| Svizzera                                | Svizzera (bandiera)      | 4                 | 8                       |
| Nuova Zelanda                           | Nuova Zelanda (bandiera) | 5                 | 23                      |
| Svezia                                  | Svezia (bandiera)        | 8                 | 5                       |
| Austria                                 | Austria (bandiera)       | 11                | 4                       |
| Germania                                | Germania (bandiera)      | 13                | 27                      |

## Video musicale
Diretto dal fratello di Seth Justman, è stato girato in una vera scuola da ballo femminile e le ragazze che appaiono nel video sono alcune delle allieve.
Inizia con il cantante Peter Wolf che entra nella scuola e suona col la band in una classe, dove trova e sfoglia una rivista che contiene le fotografie di quella che lui dice essere stata la sua fidanzata all'epoca. Intanto alcune ragazze con libri e quaderni, vestite in bikini, entrano in classe danzando in fila. Poi più ragazze popolano tutta la classe, prima sedute ai banchi con fossero a scuola e subito dopo sopra i banchi in camicia da notte, continuando a ballare e a ridere mentre giocano a "Patty Cake" (gioco di coppia per bambini basato su una filastrocca con il ritmo scandito da precise sequenze di mosse e tocchi delle mani di ciascuno). Il protagonista porge alcune divise a due delle ragazze, subito dopo tutte le ragazze appaiono vestite da cheerleader stile anni '50. Le ragazze, prima spingono Wolf e poi gli tirano addosso libri e quaderni, quindi iniziano un'esibizione da cheerleader. Il video termina con il cantante che scappa correndo fuori dalla scuola, mentre le ragazze eseguono numeri acrobatici e capriole nel corridoio.
- Video originale, su YouTube. URL consultato l'11 aprile 2014.

## Tracce
Lato A
1. Centerfold – 3:35 (Seth Justman)

Lato B
1. Rage in the Cage – 4:57 (Peter Wolf, Seth Justman)

## Formazione
- J. Geils - chitarra
- Dr. Funk - basso
- Richard 'Magic Dick' Salwitz - armonica, sassofono
- Stephen 'Jo' Bladd - batteria, voce
- Peter Wolf - voce solista
- Seth Justman - tastiere, voce

## Cover
- 1992 - Della band thrash metal Tankard nell'album Stone Cold Sober.
- 1995 - Del gruppo Against All Authority nell'album Destroy What Destroys You.
- 2002 - Del duo tedesco eurodance Captain Jack nell'album Party Warriors.
- 2013 - Della band inglese ska punk Spunge nell'album Greatest Hit...s.

## Colonne sonore
Nel 2010, il brano è stato inserito nel videogioco musicale Rock Band 3, della serie Rock Band sviluppata da Harmonix Music Systems per MTV Games.
È la canzone della sigla iniziale e finale della Serie TV i Goldberg